# Transport dans le Trentin-Haut-Adige

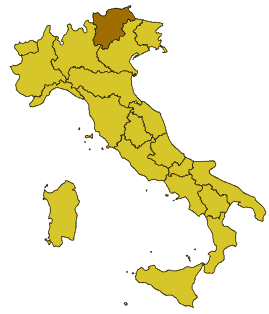
Localisation de la région sur la carte d'Italie.

Le transport dans le Trentin-Haut-Adige consiste en un système d'infrastructure divisé en lignes ferroviaires, aéroportuaires, autoroutières, routières et lacustres. 

## Système ferroviaire

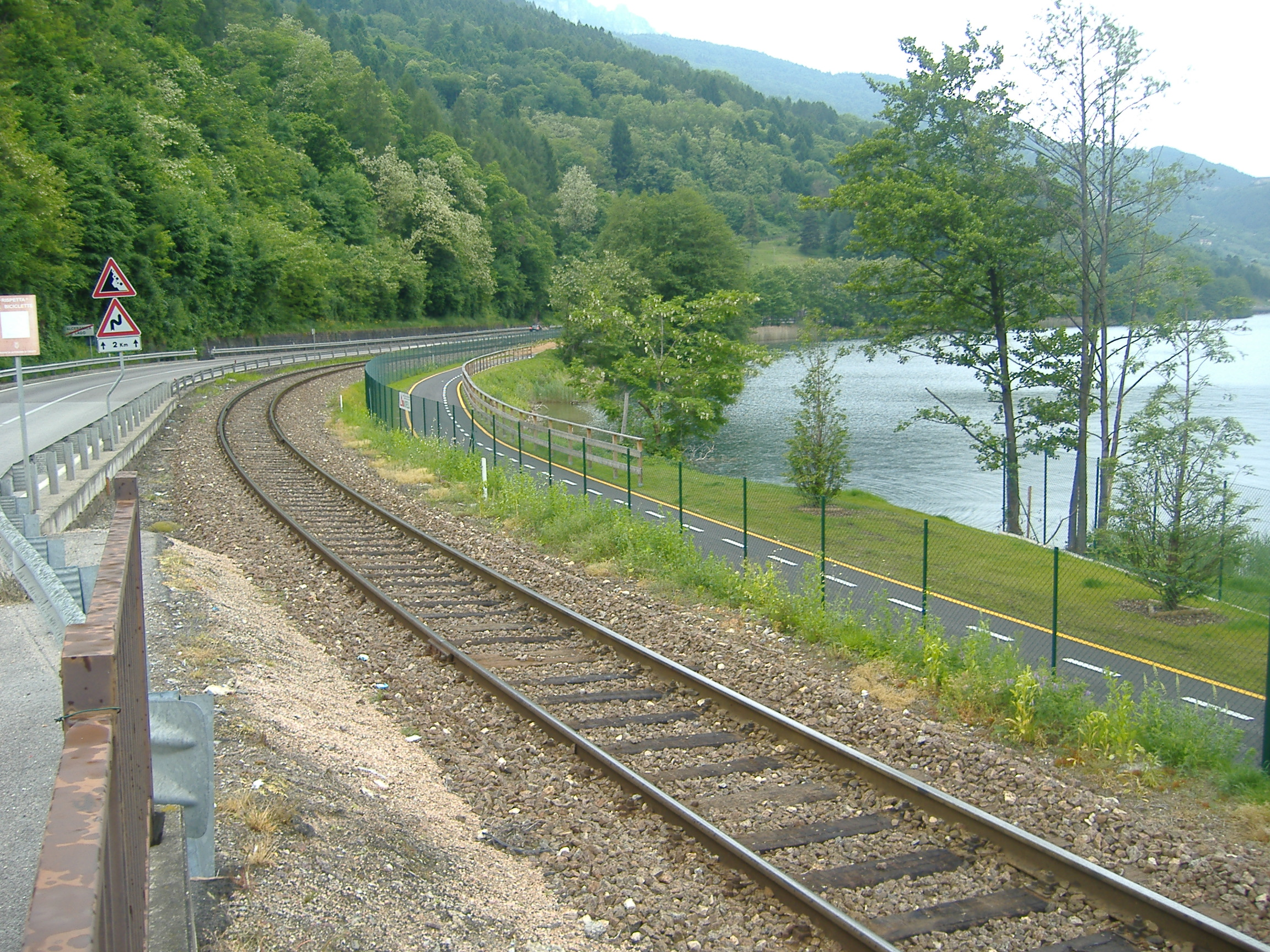
Le chemin de fer Valsugana au lac de Caldonazzo.

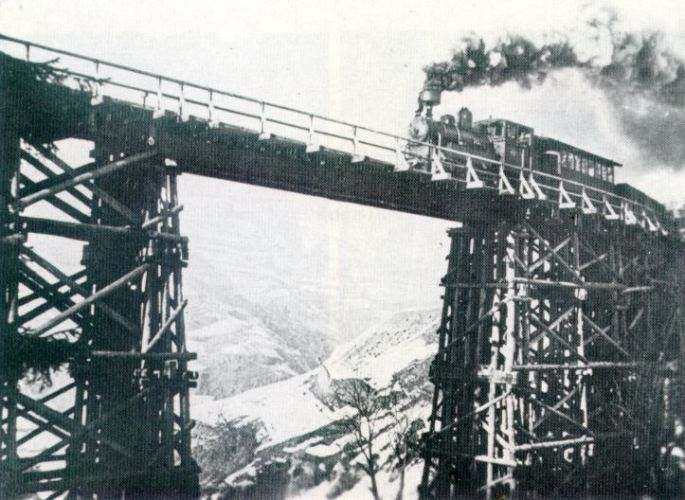
Vieille photo du chemin de fer du val Gardena.

Le réseau ferroviaire du Trentin-Haut-Adige compte 356 km de lignes. Le réseau fondamental se compose de l'axe ferroviaire Vérone - Trente - Bolzane - Brennero - Innsbruck, le soi-disant chemin de fer du Brenner, qui longe la vallée de l' Adige du bas Trentin à Bolzane, et de là, traverse la vallée de l'Isarco jusqu'à la frontière avec l'Autriche (col du Brenner). Il existe également des lignes complémentaires : 
- Le chemin de fer Valsugana ;
- Le chemin de fer Trento-Malé-Mezzana ;
- Le chemin de fer Bolzano-Merano ;
- Le chemin de fer du Val Venosta ;
- Le chemin de fer du Val Pusteria.

Dans le passé, il y avait d'autres lignes : 
- Le chemin de fer Rovereto-Arco-Riva, en service de 1891 à 1936 ;
- Le chemin de fer Val di Fiemme, actif de 1918 à 1963 ;
- Le chemin de fer Bolzano-Caldaro, en service de 1898 à 1971 ;
- Le chemin de fer Brunico-Campo Tures, en service de 1908 à 1957 ;
- Le chemin de fer des Dolomites, en service de 1921 à 1964 ;
- Le chemin de fer Lana-Postal, en service de 1913 à 1974 ;
- Le chemin de fer de Val Gardena, en service de 1916 à 1960 ;
- Le tramway Trento-Malé, en service de 1909 à 1956 .

### Principales gares de la région

Trentin
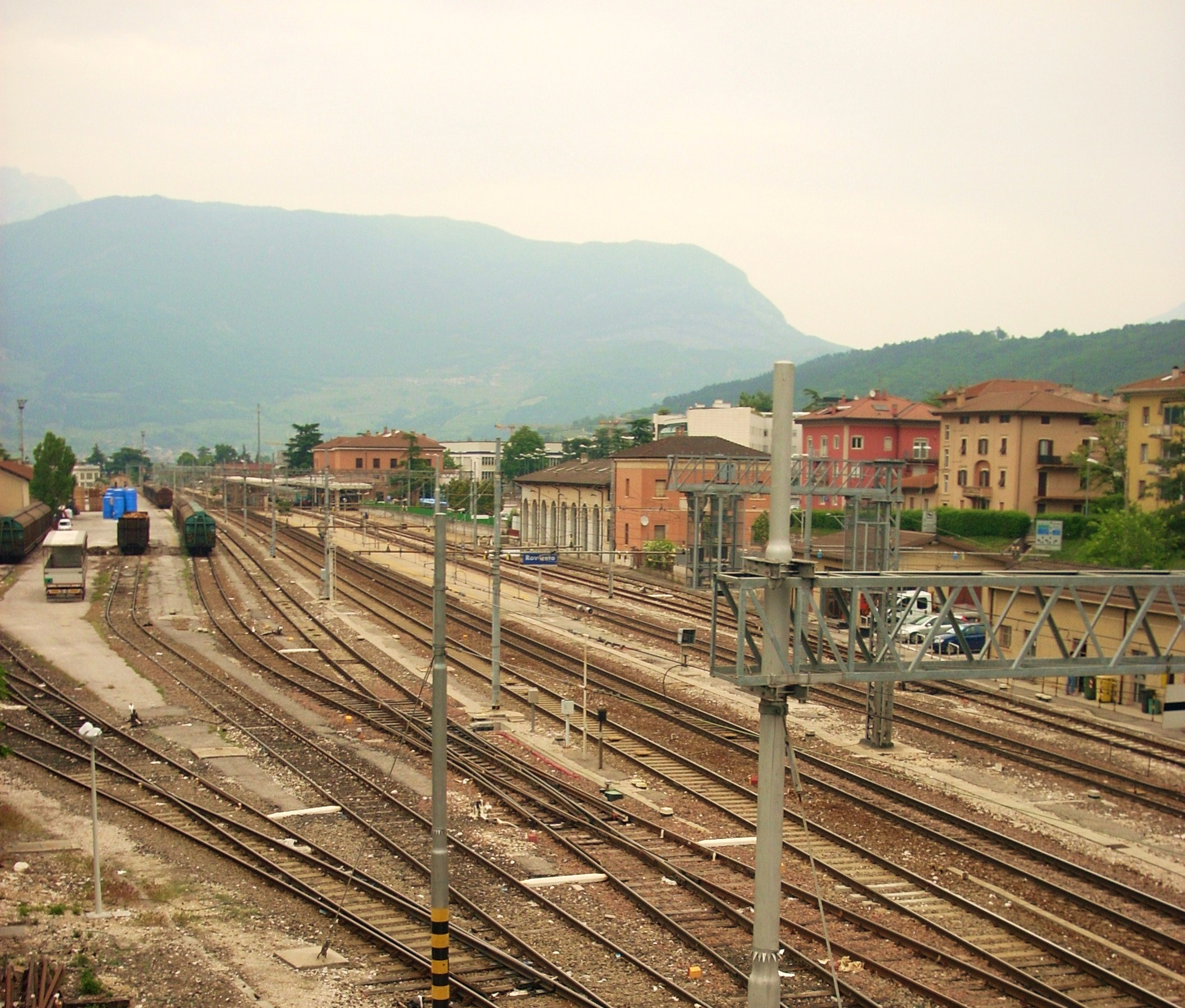
Gare de Rovereto.
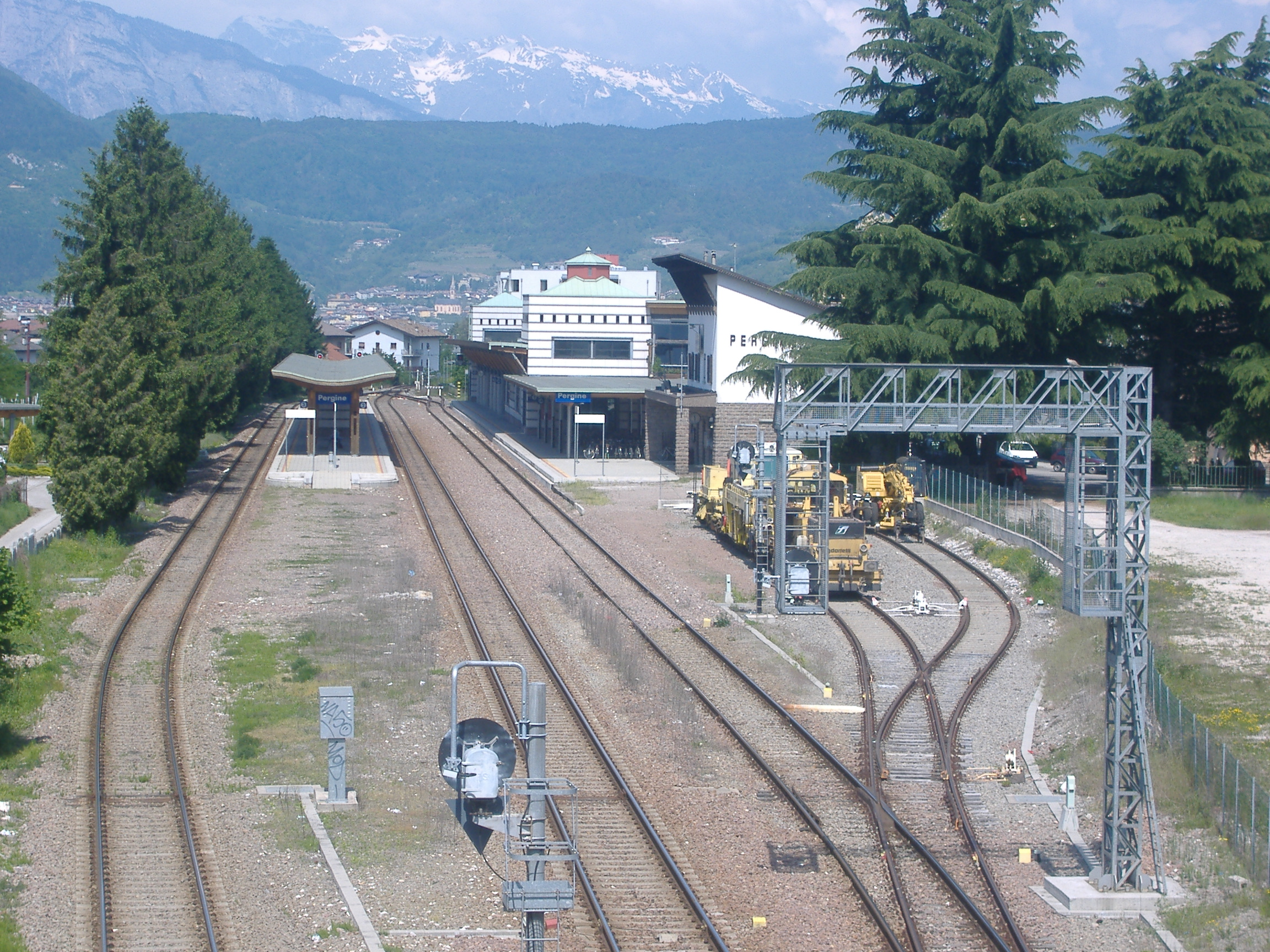
La gare de Pergine Valsugana.
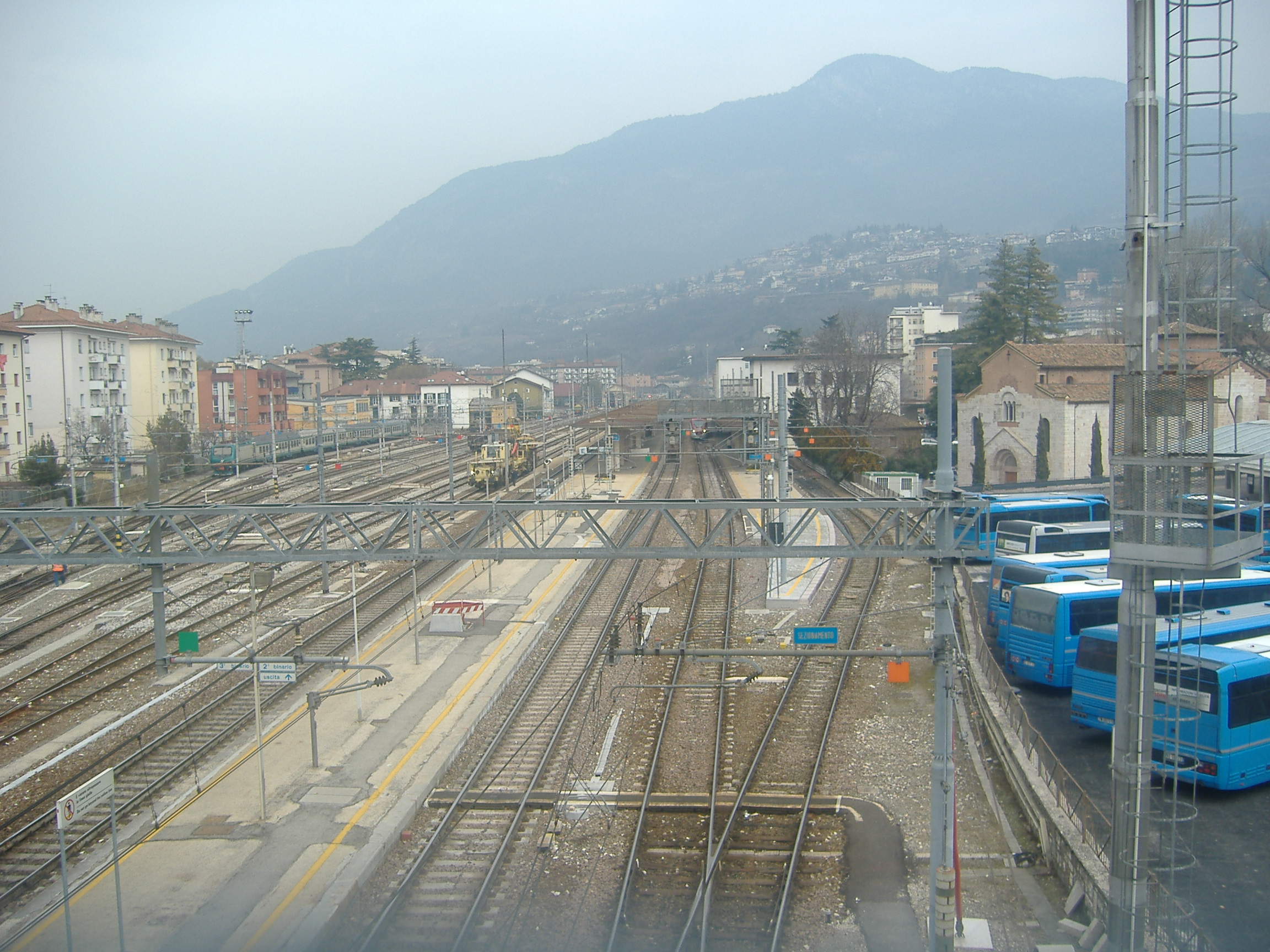
Gare de Trente.
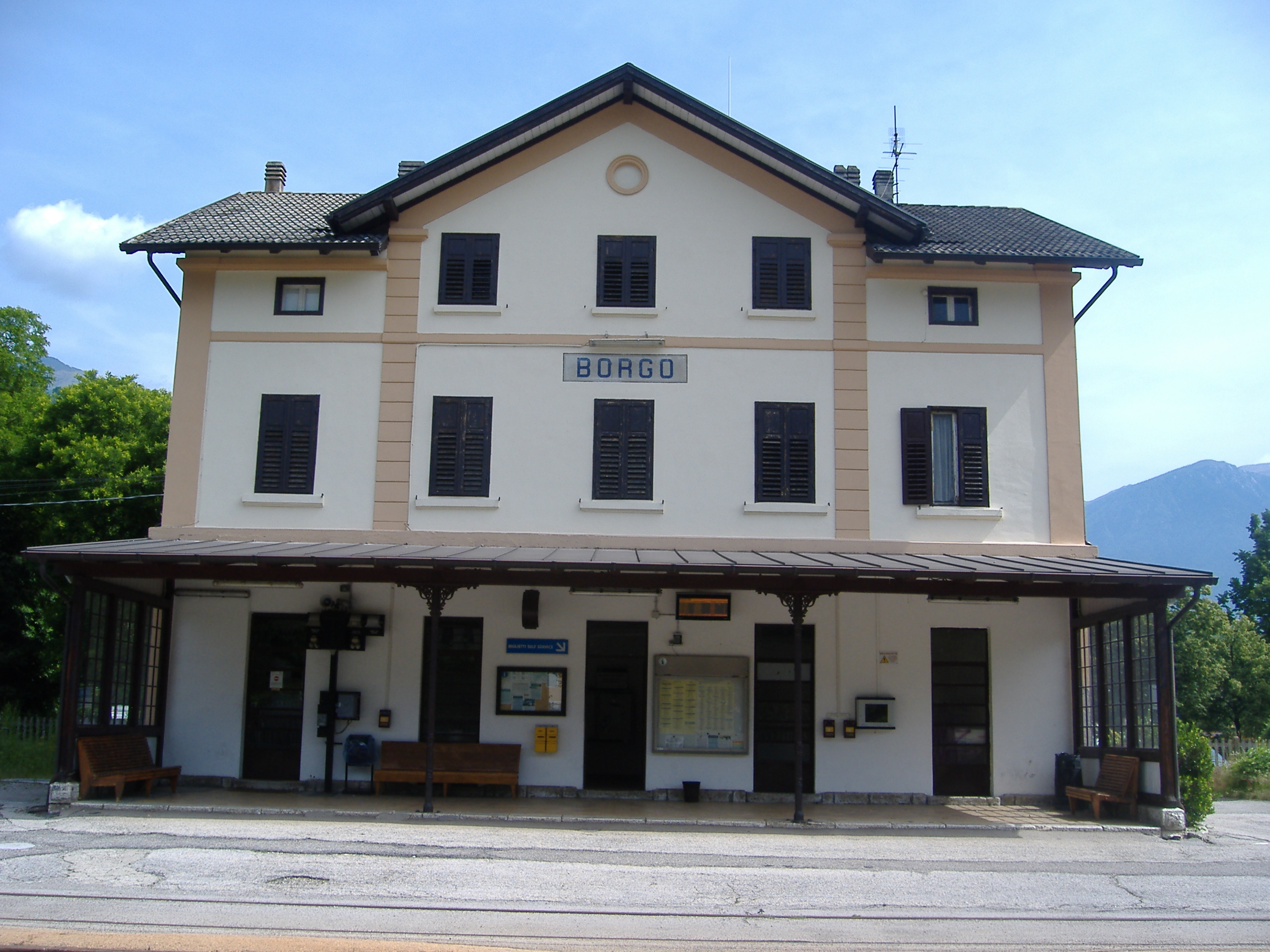
station de Borgo Valsugana.

Tyrol du Sud
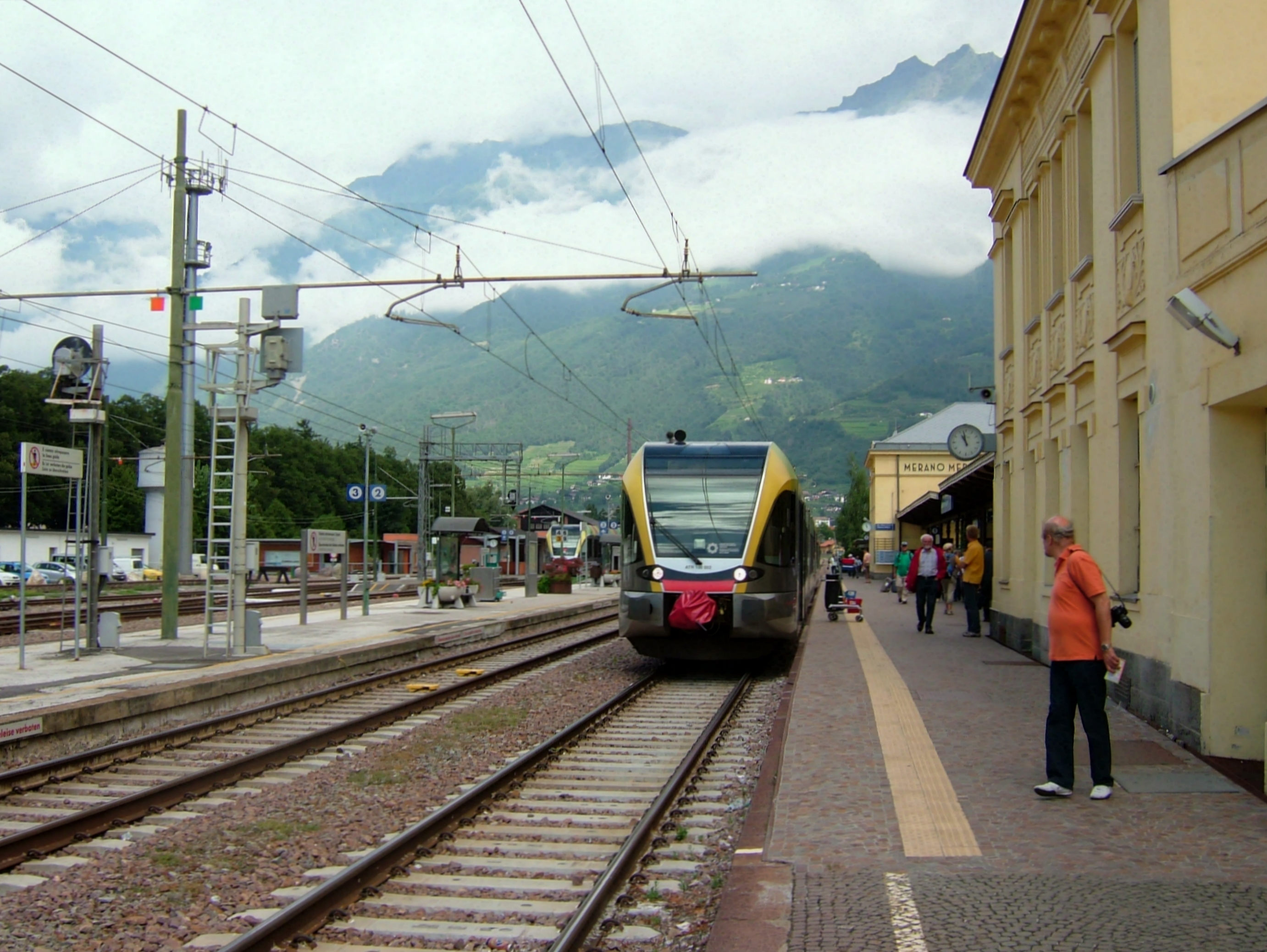
La gare de Merano.
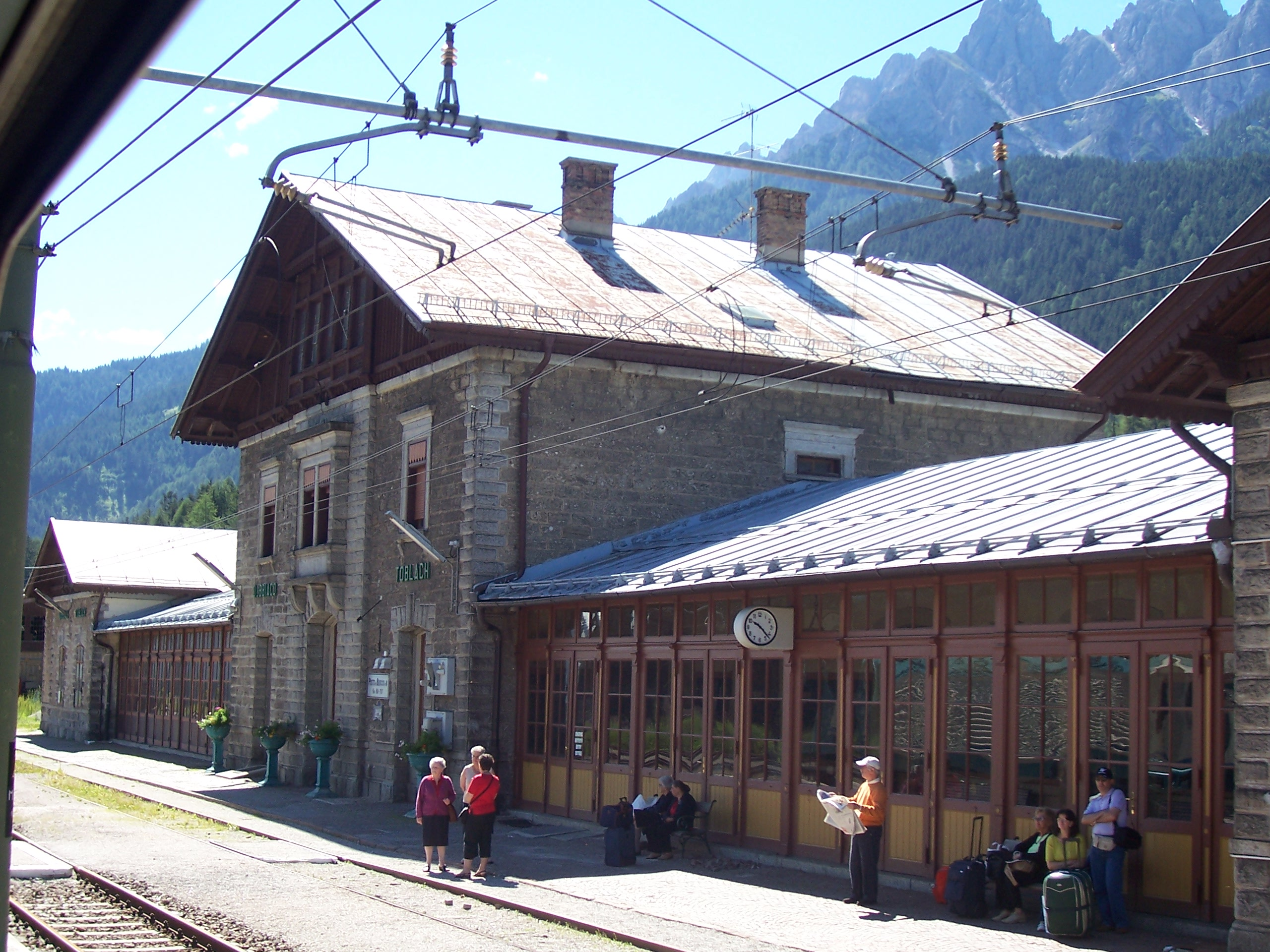
La gare de Dobbiaco.
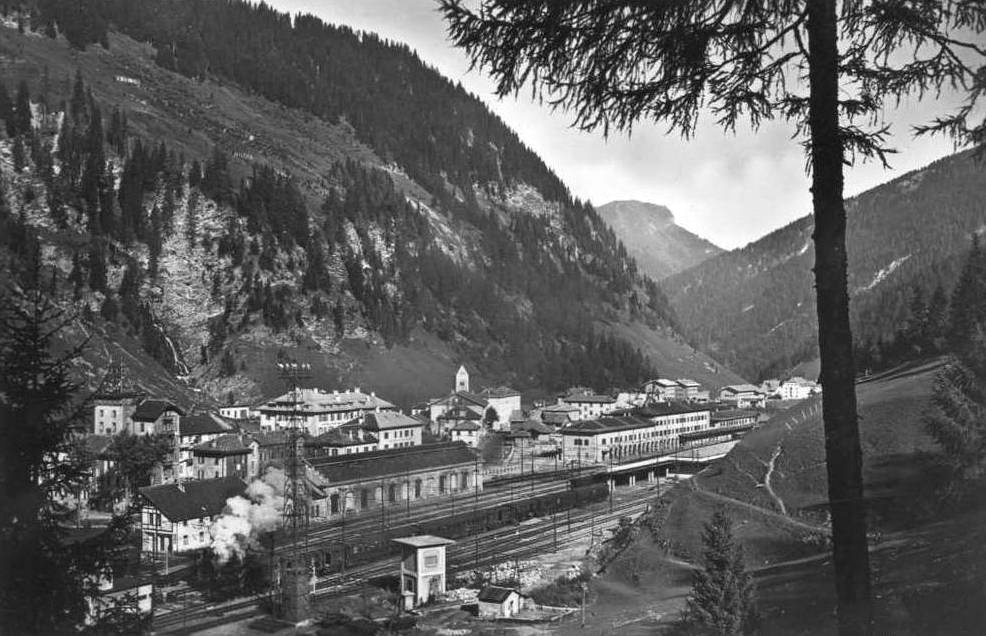
Gare du Brenner.

## Système aéroportuaire
Le service aéroportuaire du Trentin-Haut-Adige comprend 3 aéroports : 
- L'aéroport de Trente, ouvert au trafic aérien touristique national et européen, accueille les avions de tourisme, les planeurs et les hélicoptères ;
- L'aérodrome de Bolzano, relié quotidiennement par des vols réguliers avec Rome ; en été, il propose des vols réguliers vers Olbia (deux fois par semaine) et Cagliari (une fois par semaine), et de nombreux vols charters sont effectués vers les stations balnéaires italiennes et croates. En hiver, des vols charters en provenance du Royaume-Uni et d'Allemagne arrivent ;
- l'aéroport de Dobbiaco, alors utilisé pour les vols touristiques.

## Réseau routier et autoroutier
Le Trentin-Haut-Adige, en raison de ses caractéristiques morphologiques (le territoire est totalement montagneux), est plutôt pénalisé ; cependant le réseau routier, bien que peu dense, est suffisant pour atteindre facilement tous les centres habités. Le réseau routier est long d'environ 8100 km, dont environ 200 sur l'autoroute. Avec le décret législatif n ° 320 du 2 septembre 1997, le compartiment ANAS de la région a été supprimé, par conséquent la gestion et la propriété des routes nationales et des dépendances y afférentes ont été transférées aux provinces autonomes territorialement compétentes. 
Les panneaux de signalisation sont uniquement en italien dans la province de Trente, tandis qu'au Tyrol du Sud, les panneaux sont bilingues, en allemand et en italien. Dans les municipalités ladines du Tyrol du Sud, les panneaux routiers sont trilingues : ladin - allemand - italien, tandis que dans ceux de la province de Trente sont  bilingues italien - ladin, mais limités à la toponymie dans les panneaux de localisation et de destination sur les routes locales uniquement. 

### Réseau autoroutier
Le Trentin-Haut-Adige est traversé par l'A22 - Autoroute du Brenner, un axe nord-sud important, car il relie le nord de l'Italie à l'Europe centrale. Il serait également prévu d'étendre la route A31 jusqu'à Trente, comme prévu dans le projet de construction initial de cette autoroute ; cependant, les administrations locales du Trentin se sont opposées et sont toujours opposées, et il y a également eu l'intervention d'associations environnementales, pour lesquelles l'impact environnemental des travaux serait excessif. 

### Réseau routier
- Route nationale 12 d'Abetone et du Brenner
- Route nationale 38 du Stelvio
- Route nationale 40 de Resia

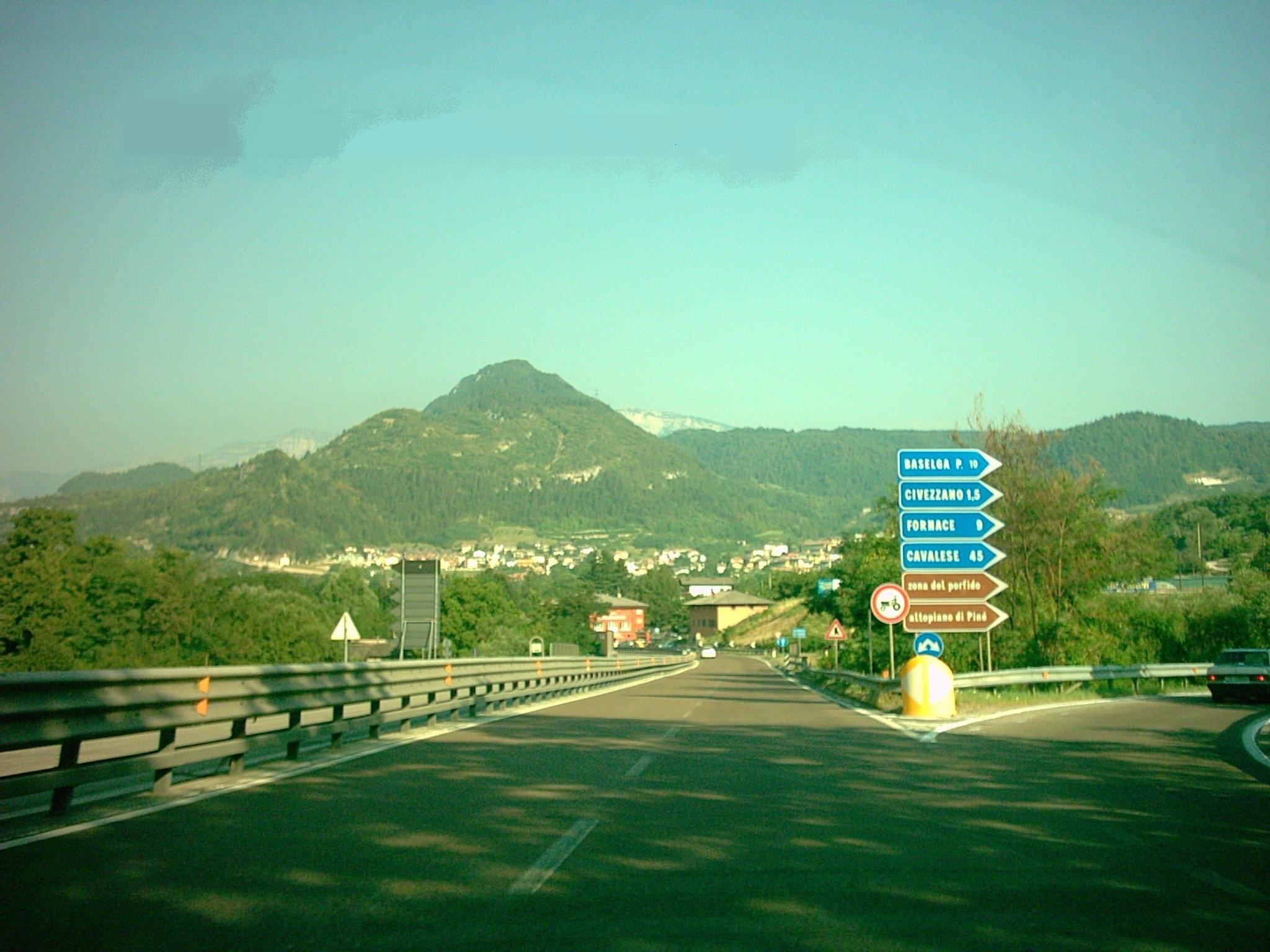
La SS 47 près de Civezzano.

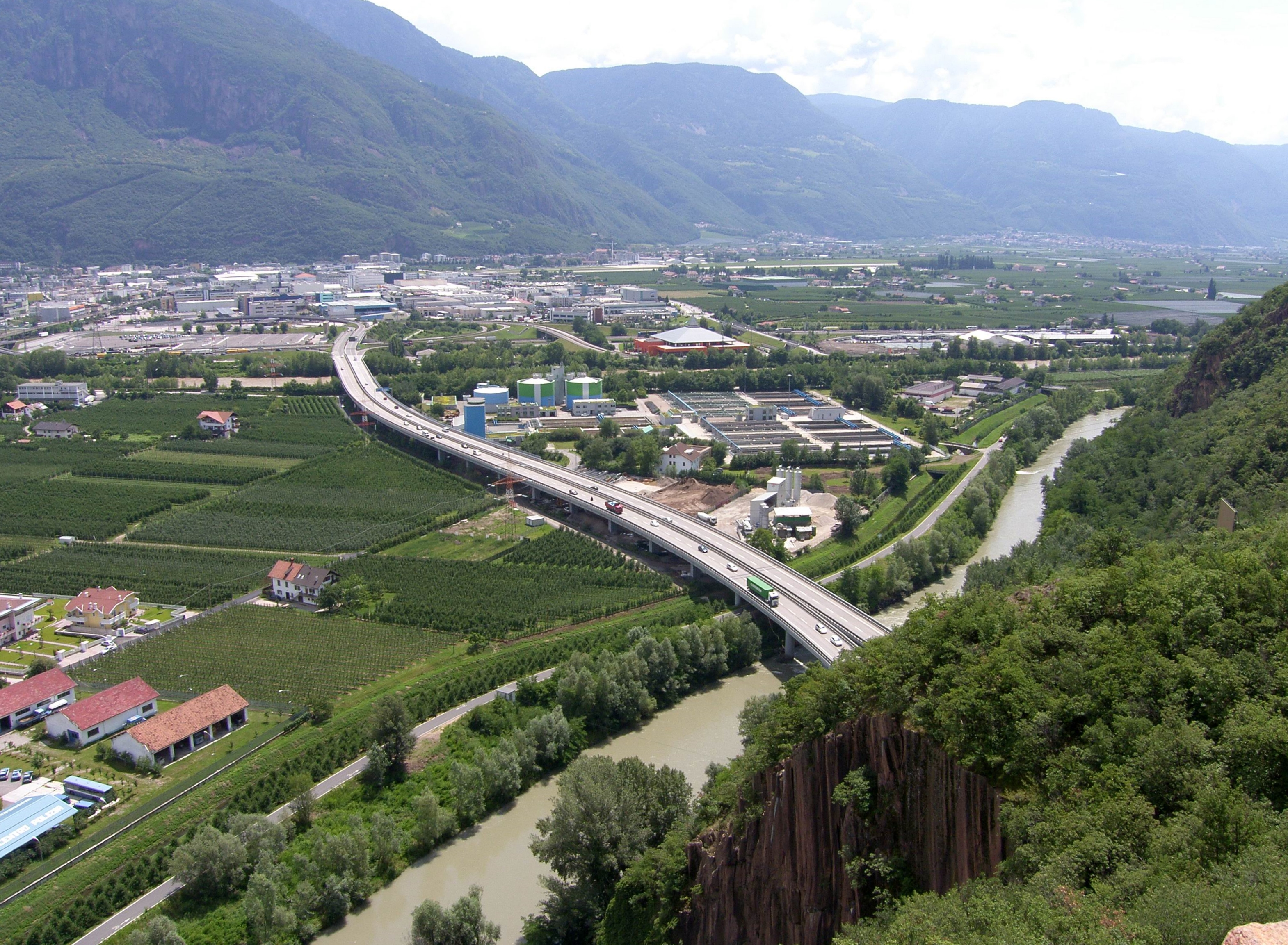
L'autoroute MeBo (Bolzane - Mérano) à Bolzane.

- Route nationale 41 du val Monastero
- Route nationale 42 du Tonale et de la Mendola
- Route nationale 43 du val di Non
- Route nationale 45 bis Western Gardesana
- Route nationale 46 du Pasubio
- Route nationale 47 de la Valsugana
- Route nationale 48 des Dolomites
- Route nationale 49 du val Pusteria
- Route nationale 50 de Grappa et du passo Rolle
- Route nationale d'Alemagna 51
- Route nationale 52 Carnica
- Route nationale 237 du Caffaro
- Route nationale 239 de Campiglio
- Route nationale 240 de Loppio et de la vallée de Ledro
- Route nationale 242 du val Gardena et du col Sella
- Route nationale 243 du col Gardena
- Route nationale 249 Gardesana Orientale
- Route nationale 421 des lacs de Molveno et de Tenno
- Route nationale 621 de la vallée de l'Ahrntal
- Route nationale 641 du passo Fedaia

### Cols et vallées

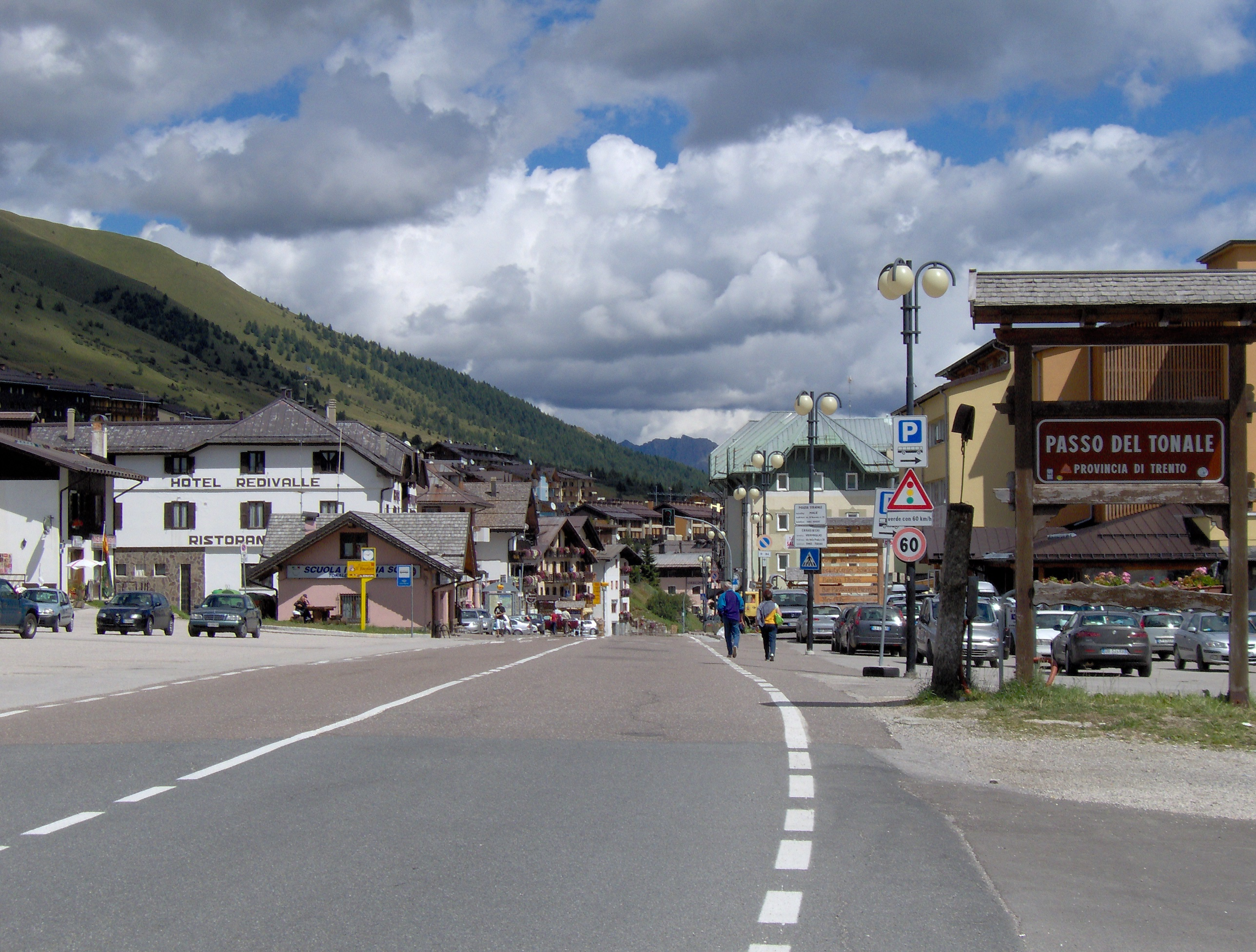
Le passo del Tonale.

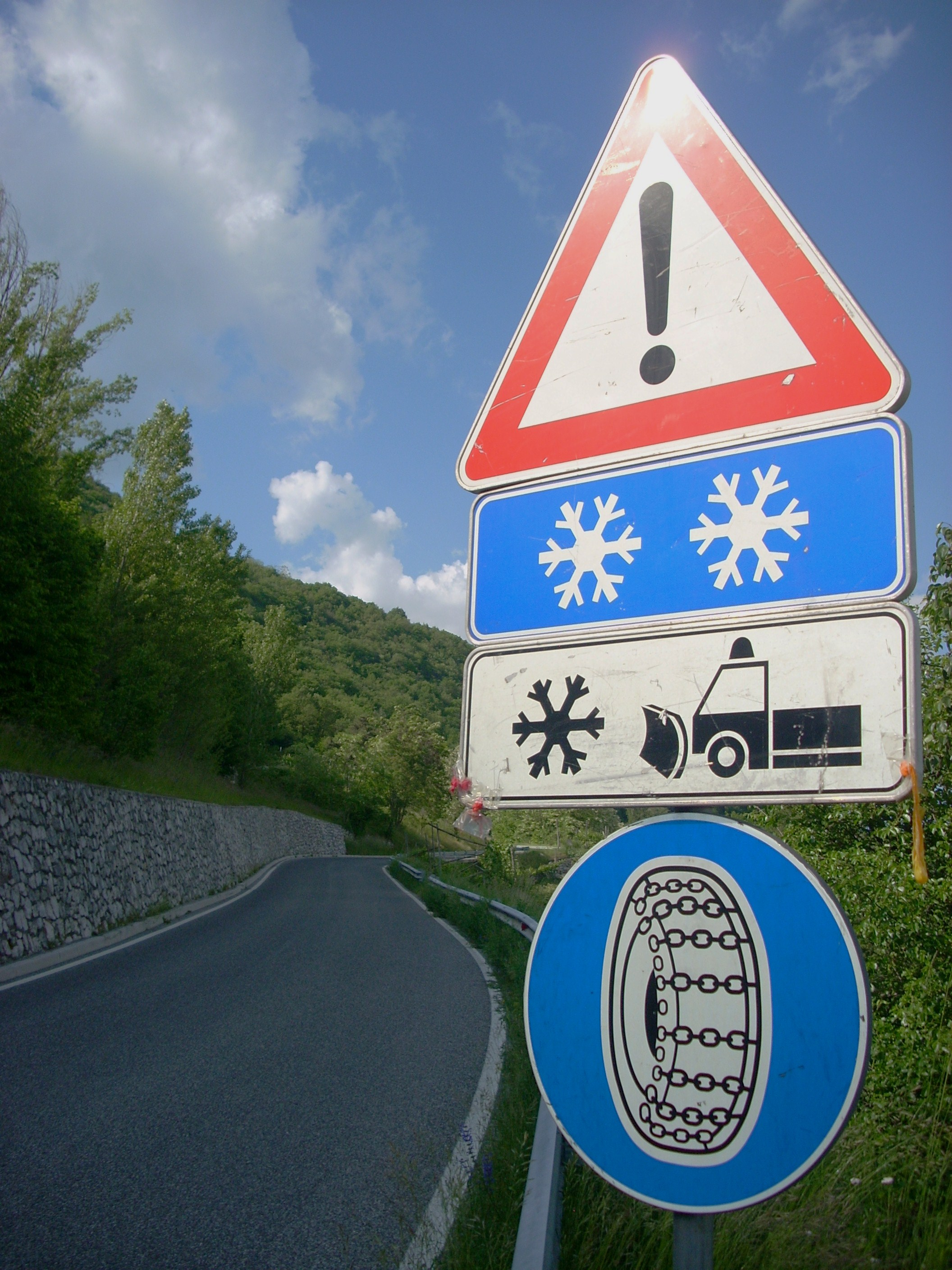
Les routes de montagne du Trentin-Haut-Adige, en hiver, sont fréquemment affectées par les chutes de neige : l'utilisation de chaînes est souvent obligatoire. Sur la photo, une route près d'Isera.

Il existe de nombreux cols de montagne, gardés sous contrôle constant, notamment en hiver pour vérifier la possibilité de passage des véhicules même avec de la neige ; la province autonome de Bolzane que celle de Trente mettent à disposition sur internet un bulletin sur les conditions de praticabilité des cols. Voici une liste des principaux cols de la région : 
- province autonome de Trente - province de Vicence :
  - Le Pian delle Fugazze (1 162 m)
  - Le col de Borcola (1 206 m)
  - Col de Campogrosso (1 460 m)
- province autonome de Trente - province de Brescia :
  - Le col de Tonale (1 883 m)
- province autonome de Trente - province de Belluno :
  - Le col de San Pellegrino (1 918 m
  - Le col Pordoi (2 239 m)
  - Le passo Fedaia (2 057 m)
  - Le col Valles (2 039 m)
- province autonome de Bolzane - province de Sondrio :
  - Le col du Stelvio (2 758 m)
- province autonome de Bolzane - province de Belluno :
  - Le col de Campolongo (1 875 m)
  - Le passo Cimabanche (1 529 m)
  - Le col du Monte Croce di Comelico (1 636 m)
- province autonome de Bolzane - Autriche (Tyrol) :
  - Le col du Brenner (Brennerpass) (1 372 m)
  - Le col du Rombo (2 509 m)
  - Le col de Vizze (2 276 m)
  - Le col de Resia (1 504 m)
- province autonome de Bolzane - province autonome de Trente :
  - Le col de la Mendola (1 363 m)
  - Le col de Costalunga (1 753 m)
  - Le col de Pampeago (1 983 m)
  - Le col du Rabbin (2 449 m)
  - Le col de San Lugano (1 097 m)

|                   | Trente | Bolzane | Rovereto | Mérano | Innsbruck ( A ) | Col du Brenner | Bressanone | Pergine Valsugana |
| ----------------- | ------ | ------- | -------- | ------ | --------------- | -------------- | ---------- | ----------------- |
| Trente            | -----  | 55 km   | 25 km    | 80 km  | 176 km          | 135 km         | 98 km      | 15 km             |
| Bolzane           | 55 km  | -----   | 80 km    | 28 km  | 115 km          | 85 km          | 47 km      | 70 km             |
| Rovereto          | 25 km  | 80 km   | -----    | 104 km | 191 km          | 160 km         | 123 km     | 40 km             |
| Merano            | 80 km  | 28 km   | 104 km   | -----  | 143 km          | 112 km         | 75 km      | 94 km             |
| Innsbruck ( A )   | 166 km | 115 km  | 191 km   | 143 km | -----           | 31 km          | 68 km      | 181 km            |
| Col du Brenner    | 135 km | 84 km   | 160 km   | 112 km | 31 km           | -----          | 37 km      | 150 km            |
| Bressanone        | 98 km  | 47 km   | 123 km   | 75 km  | 68 km           | 37 km          | -----      | 113 km            |
| Pergine Valsugana | 15 km  | 70 km   | 40 km    | 94 km  | 181 km          | 150 km         | 113 km     | -----             |

## Transport en commun
Le service urbain et suburbain (bus et courrier) est géré par la société Trentino Trasporti dans la province de Trente, tandis que dans la province de Bolzane il est administré par les sociétés SASA (zones urbaines de Bolzane, Mérano et Laives) et SAD (transport extra-urbain dans toute la province. et urbain dans certains centres). 

## Pistes cyclables
Le réseau cyclable du Trentin-Haut-Adige compte environ 1 000 km de routes. L'axe principal est situé dans la vallée de l'Adige et dans la vallée de l'Isarco, d'où partent d'autres pentes qui la relient aux vallées latérales (Basso Sarca, Valsugana, val di Sole, val Venosta, val Pusteria). Plusieurs nouvelles sections sont prévues dans les deux provinces.

## Système de navigation
Riva del Garda est reliée aux autres endroits du lac de Garde par une ligne régulière de bateaux ; la navigation sur le lac de Garde est un service public régulier dépendant du ministère des transports en opération depuis 1827. 